# Ísafjörður

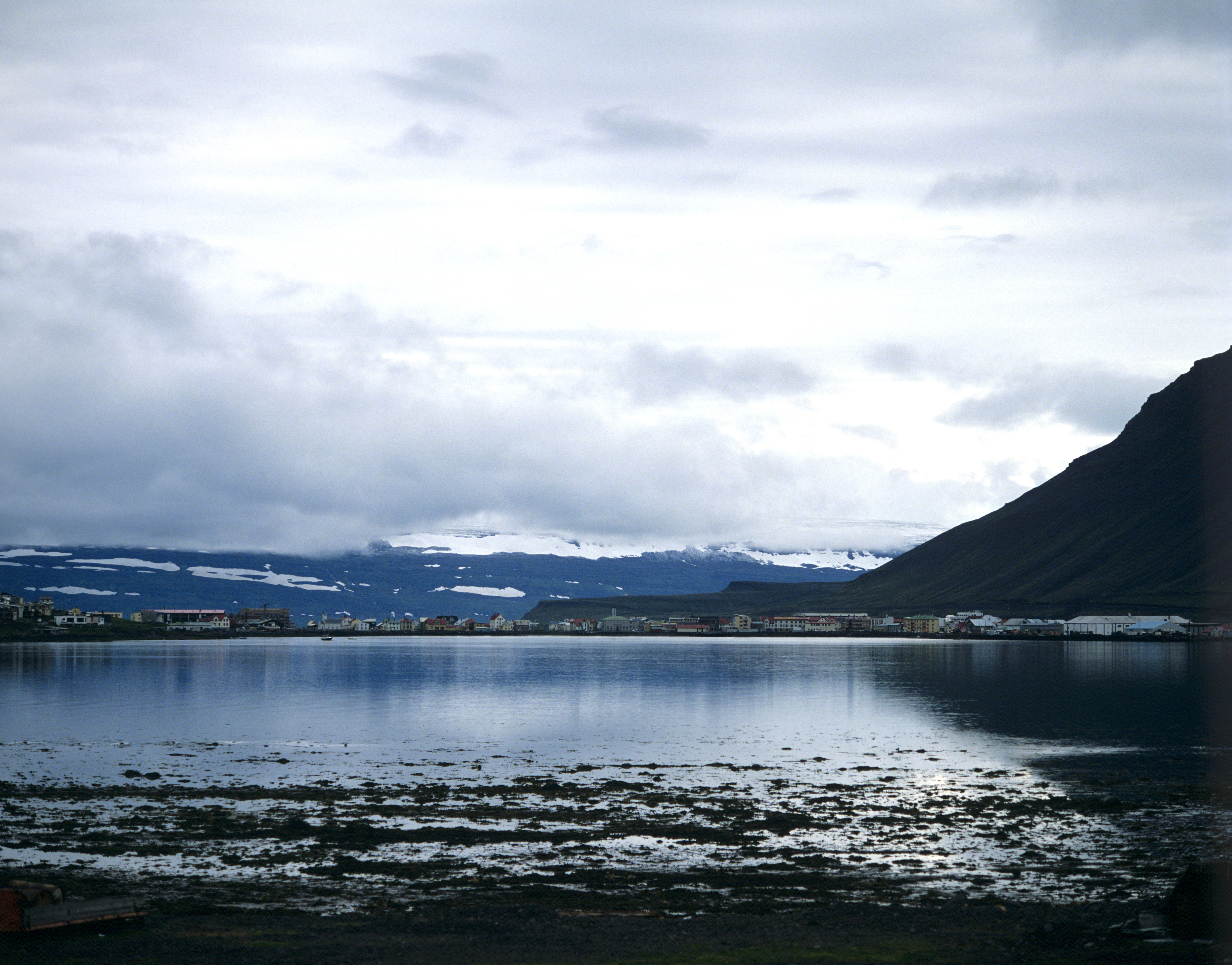
Ísafjörður in 1977

Ísafjörður (IJsfjord in het IJslands) is de hoofdstad van de IJslandse regio Westfjorden (Vestfirðir). Met een bevolking van ongeveer 2.740 inwoners is Ísafjörður de grootste stad van de Westfjorden. Ook de plaatsen Hnífsdalur, Flateyri, Suðureyri en Þingeyri behoren tot de gemeente Ísafjarðarbær.

## Geschiedenis
Het stadje is gelegen aan de Skutulsfjörður, een zijtak van de fjord Ísafjarðardjúp, op een zanderige uitloper, in het IJslands "eyri". Vroeger heette het dan ook "Eyrarhreppur". Volgens het Landnámabók vestigde Helgi Magri Hrólfsson zich hier in de 9e eeuw als eerste.
Handelaars vestigden zich vanaf 1569 in Ísafjörður, dat het belangrijkste handelspunt werd, vooral voor de Denen. In de 16e eeuw was het stadje, dat over een beschutte haven beschikt, net als Stykkishólmur, Rif, Arnarstapi en Flatey, aangesloten bij de Hanze. Er vonden vele heksenprocessen plaats, waardoor een groot deel van de bevolking verbannen werd naar het nabijgelegen schiereiland Hornstrandir, nu een natuurreservaat.
In de 18e eeuw lieten buitenlandse handelaren houten huizen bouwen waarvan er nog vele aanwezig zijn, zoals Turnhús (1744) en Krambúð (1761). Het oudste nog bestaande IJslandse huis Tjöruhúsið (1734) is onderdeel van het maritiem museum Byggðasafn Vestfjarða.
In het jaar 1786 kreeg Ísafjörður stadsrechten.

## Beschrijving
Ísafjörður is via een weg verbonden met Bolungarvík dat 15 km verder naar het noordwesten ligt, en met Súðavík in het oosten. De Breiðadals-og Botnsheiðagöng (Breiðadals-og Botnsheiðar Tunnel) leidt naar Flateyri en Suðureyri en verder naar het zuiden. Ísafjörður heeft ook een luchthaven met regelmatige vluchten naar Reykjavík.
De visserij is de belangrijkste economische sector in Ísafjörður. In de haven varen ook veerboten uit naar de naburige dorpen. Ook grotere cruiseschepen vol toeristen die de regio komen bezoeken leggen aan in de haven van Ísafjörður.
Ondanks de kleine bevolking en de van oudsher geïsoleerde ligging ten opzichte van de rest van het land ademt het stadje een stedelijke sfeer. Ísafjörður heeft een muziekschool en een ziekenhuis. In het gebouw van het oude ziekenhuis is het culturele centrum met bibliotheek gehuisvest. In de Aðalstræti (Hoofdstraat) is de kunstgalerij Slunkariki, waar werken van zowel internationale als IJslandse kunstenaars worden getoond. De laatste jaren staat het stadje bekend om zijn alternatieve muziekscene. Er is een jaarlijks festival Aldrei fór ég suður (Nooit trok ik weg naar het zuiden), waarmee Reykjavík bedoeld wordt.
Naast het centrum van de stad bevindt zich Jónsgarður, een klein en bebost stadspark dat behoort tot de oudste op IJsland - het werd in 1922 geopend. Ook ligt er op een aantal kilometer ten zuiden van Ísafjörður een wat groter bos Tunguskógur, wat vrij uniek is in de westfjorden en eigenlijk in heel IJsland. In 1950 begon men met het planten van bomen, nadat in 1945 de bebossingsorganisatie Skógræktarfélag Ísafjarðar was opgericht.
Hoewel het stadje erg afgelegen ligt, kreeg Ísafjörður in 1962 voor het eerst een voetbalclub op het hoogste IJslandse voetbalniveau. ÍBÍ kwam daarnaast nog in 1982 en 1983 uit in de Úrvalsdeild. Vanaf 2024 heeft Vestri een plaats bij de voetbalelite.

## Bevolkingsontwikkeling
Inwonersaantallen van de gemeente Ísafjörður.
| 1801 | 19    |
| 1860 | 218   |
| 1901 | 1.085 |
| 1995 | 3.500 |
| 2007 | 3.940 |

## Bezienswaardigheden
- Ísafjarðarkirkja, grote kerk in het centrum uit 1995. De vorige kerk uit 1863 op deze plek brandde in 1987 volledig af.
- Hvítasunnukirkja, een andere kerk in het centrum
- Gamla Sjúkrahúsið, het oude ziekenhuis uit 1925
- Faktorshús, huis in het centrum uit 1765
- Tjöruhús, oudste nog bestaande huis op IJsland uit 1734
- Póstur og Sími, het postkantoor in het centrum
- Een als 3D-illusie geschilderd 'zwevend zebrapad' op de Hafnarstræti
- Torfnesvöllur, het stadion dat als thuisbasis dient voor de voetbalteams van Vestri

## Afbeeldingen

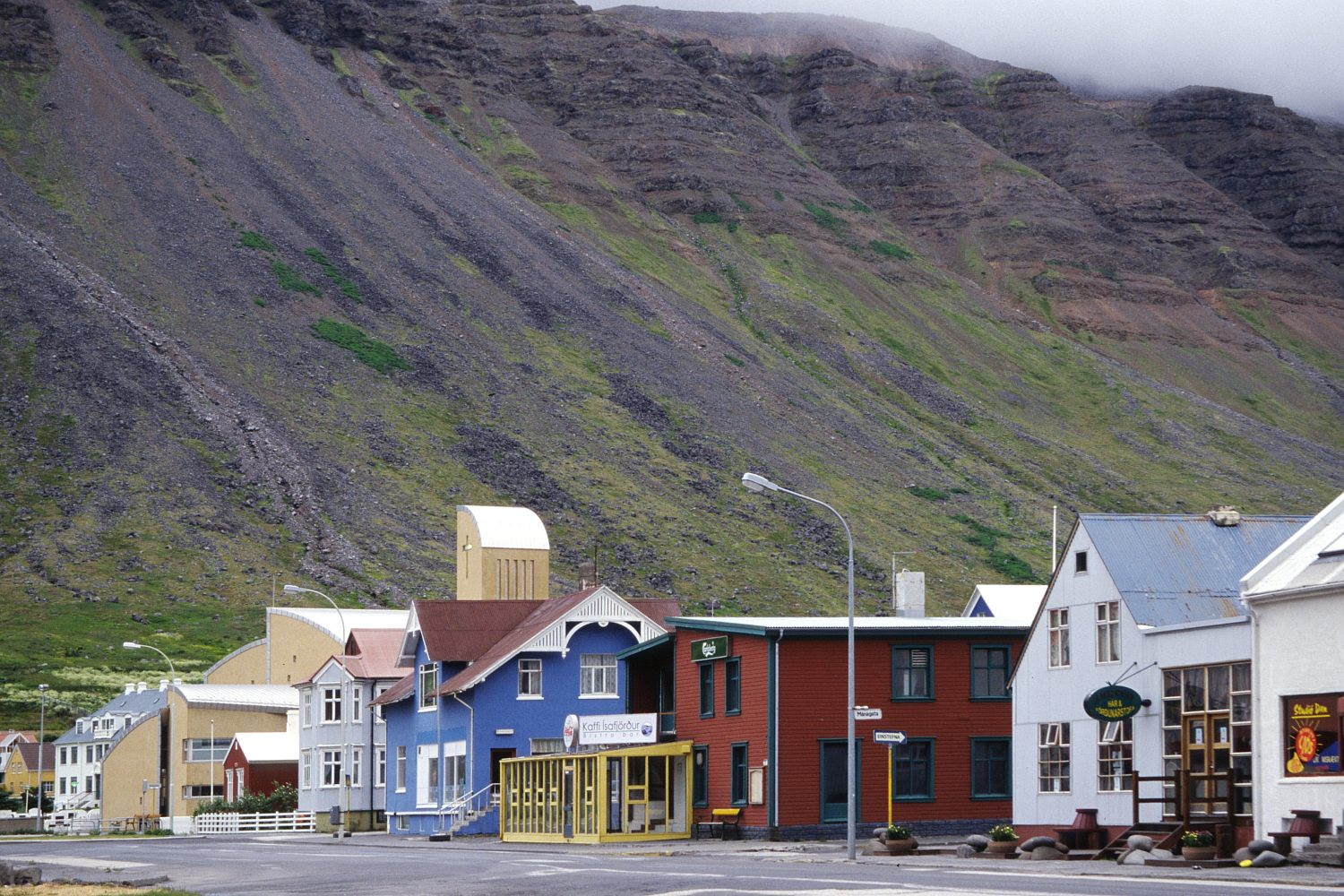
Straat in Ísafjörður
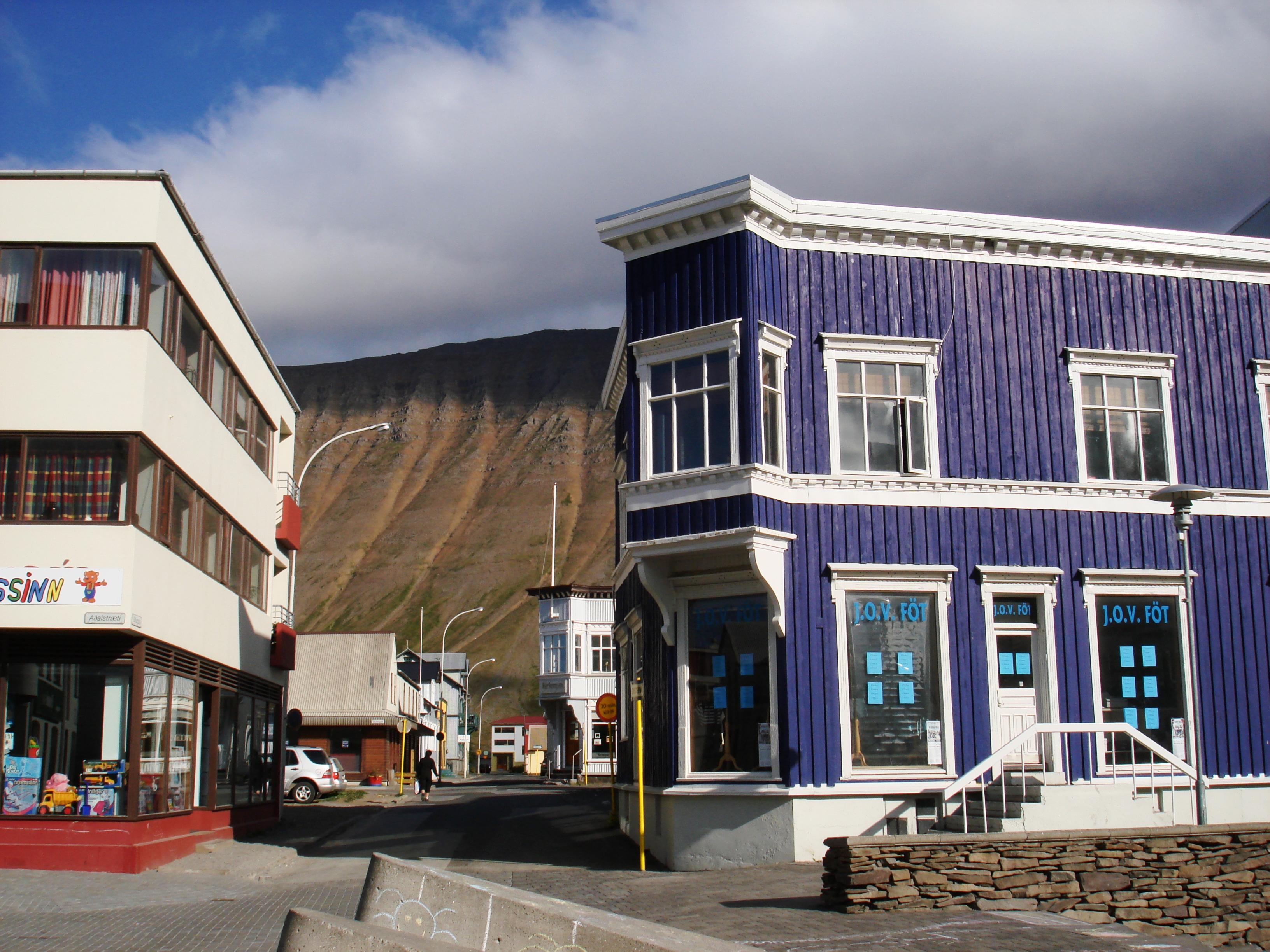
Centrum
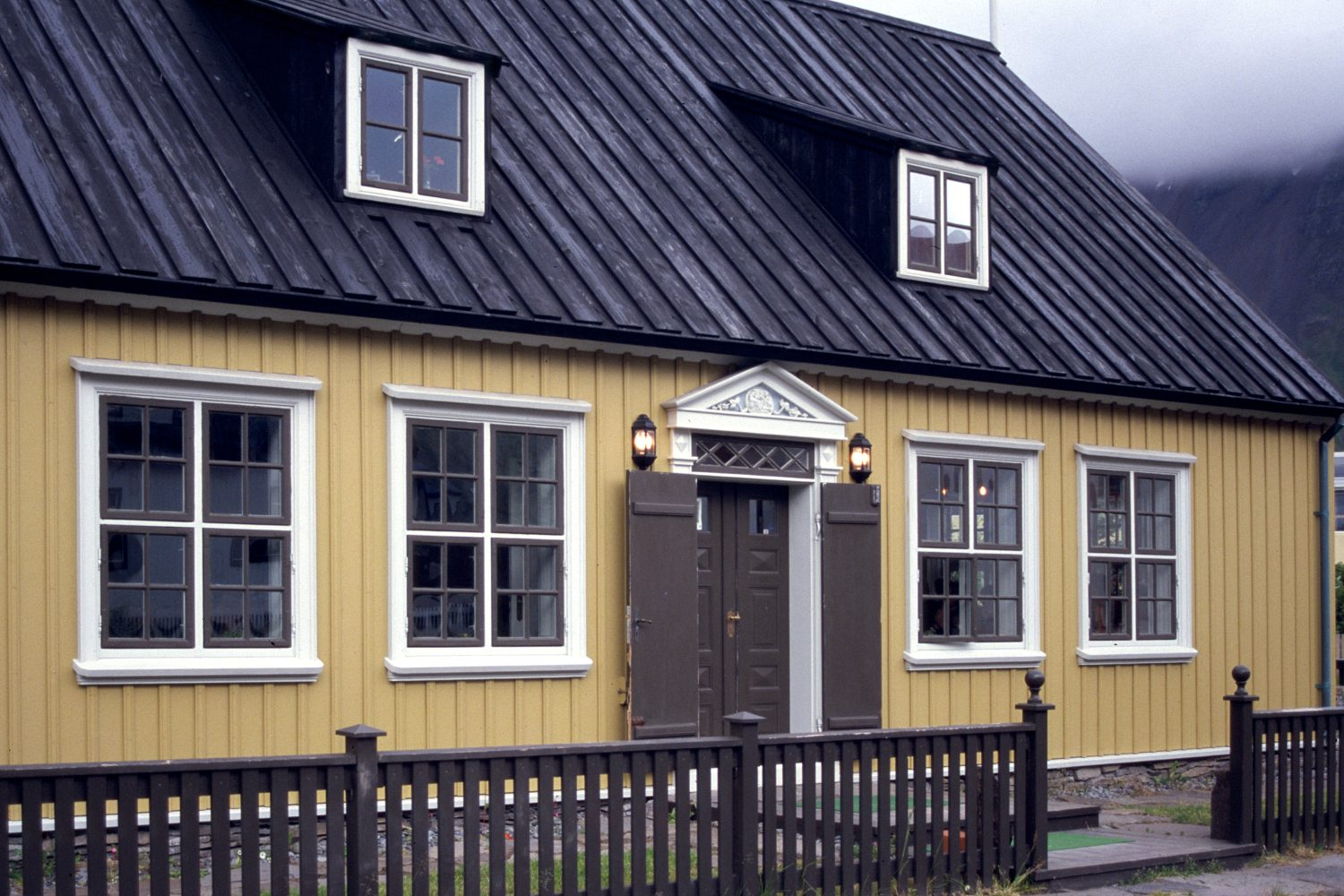
Faktorshús uit 1765
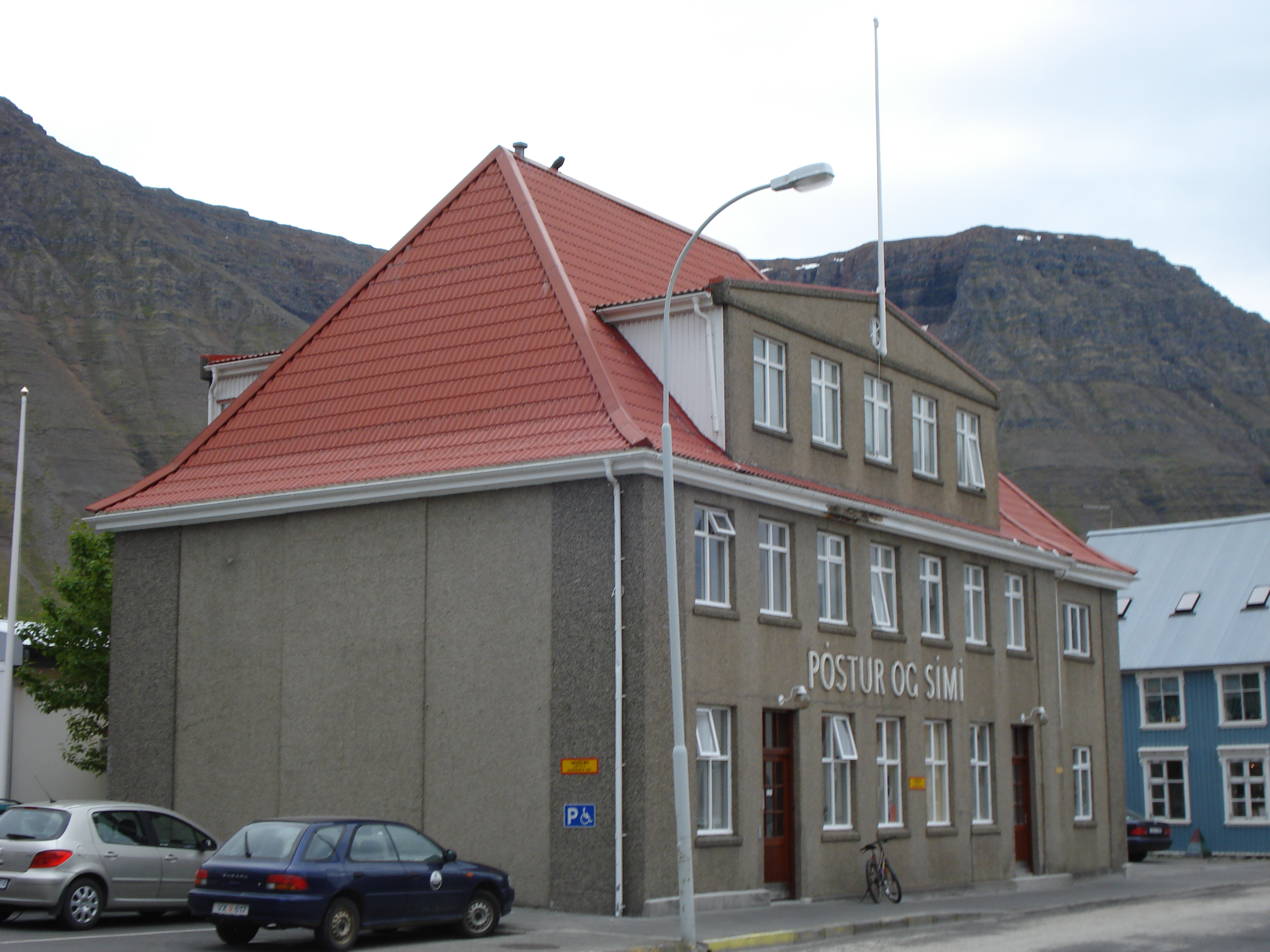
Postkantoor (Postur og Sími)
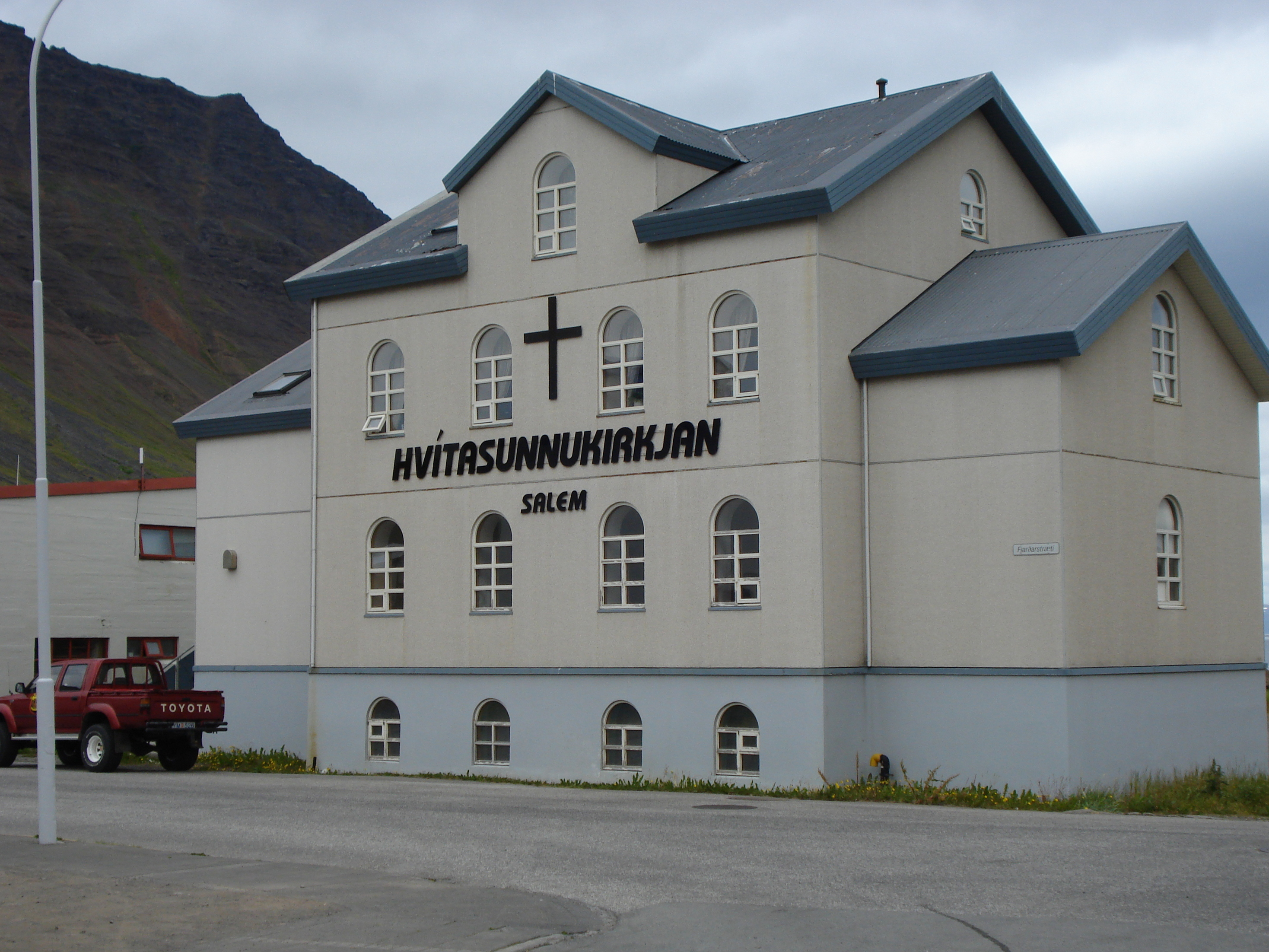
Hvítasunnukirkja
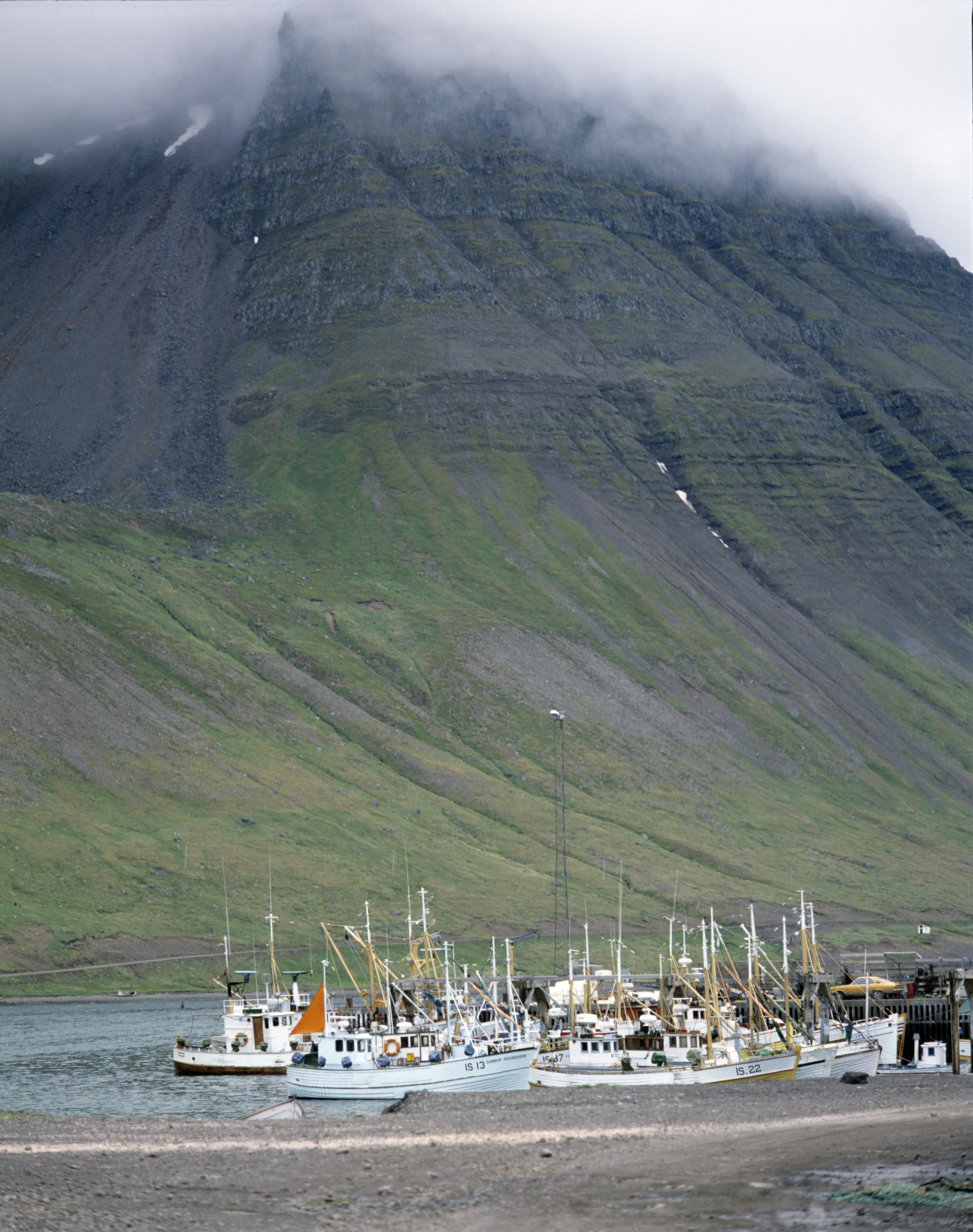
Haven
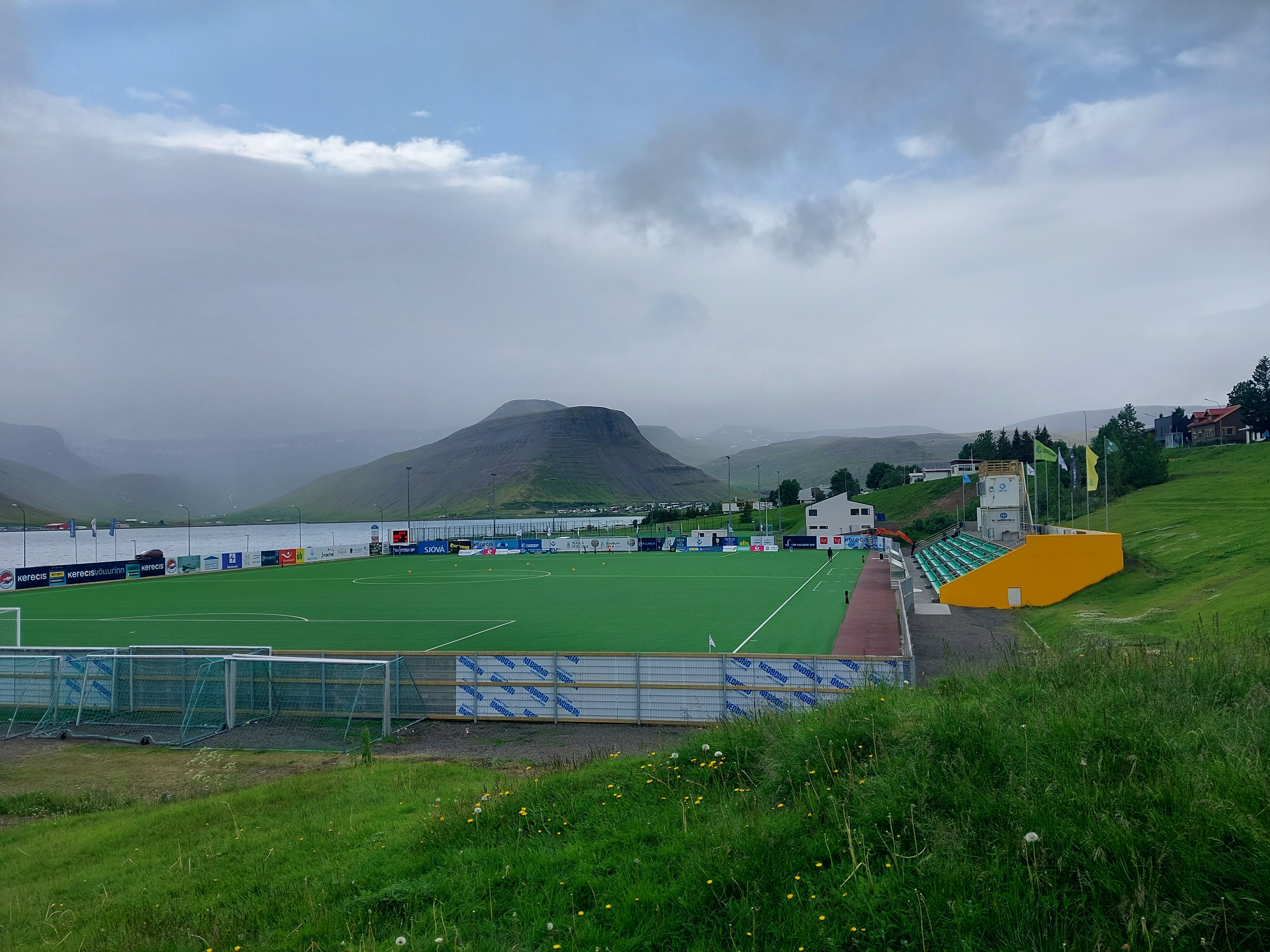
Voetbalstadion van Vestri

## Bekende personen

### Geboren
- Ólafur Ragnar Grímsson (1943), president van IJsland (1996-2016)